# La Aurora, Tamaulipas
La Aurora är en ort i Mexiko.   Den ligger i kommunen Hidalgo och delstaten Tamaulipas, i den centrala delen av landet, 500 km norr om huvudstaden Mexico City. La Aurora ligger 273 meter över havet och antalet invånare är 387.
Terrängen runt La Aurora är platt åt nordost, men åt sydväst är den kuperad. Runt La Aurora är det ganska tätbefolkat, med 160 invånare per kvadratkilometer. Närmaste större samhälle är Estación Santa Engracia, 10,3 km öster om La Aurora. Omgivningarna runt La Aurora är en mosaik av jordbruksmark och naturlig växtlighet.